# Sauðafellsalda
Sauðafellsalda är ett berg i republiken Island. Det ligger i regionen Austurland, 290 km öster om huvudstaden Reykjavík. Toppen på Sauðafellsalda är 754 meter över havet.
Trakten runt Sauðafellsalda är nära nog obefolkad, med mindre än två invånare per kvadratkilometer. Det finns inga samhällen i närheten.